# Paul Carey
Paul Carey (ur. 24 września 1988 w Weymouth, Massachusetts, USA) – hokeista amerykański, gracz ligi NHL.

## Kariera klubowa
- Boston College (2008 - 11.04.2012)
- Colorado Avalanche (11.04.2012 - 2.03.2015)
  -  Lake Erie Monsters (2012 - 2015)
- Boston Bruins (2.03.2015 - 8.07.2015)
  -  Providence Bruins (2015)
- Washington Capitals (8.07.2015 - 1.07.2017)
  -  Hershey Bears (2015 - 2017)
- New York Rangers (1.07.2017 - 1.07.2018)
- Ottawa Senators (1.07.2018 - 11.01.2019)
  -  Belleville Senators (2018 - 2019)
- Boston Bruins (11.01.2019 - 
  -  Providence Bruins (2019 -